# Valeria Rivero
Valeria Rivero Modenesi (* 8. September 1984 in Lima) ist eine peruanische Badmintonspielerin. 

## Karriere
Valeria Rivero gewann 2003 Bronze bei den Panamerikanischen Spielen im Damendoppel mit Lorena Blanco. Vier Jahre später gewann sie mit Jie Meng erneut Bronze in der gleichen Disziplin. 2005 erkämpfte sie sich zwei Titel bei den Fiji International, 2006 zwei bei den Peru International. 2007 gewann sie die Puerto Rico International und 2008 wurde sie erstmals peruanische Meisterin.

## Sportliche Erfolge
| Saison | Veranstaltung               | Disziplin   | Platz | Name                              |
| ------ | --------------------------- | ----------- | ----- | --------------------------------- |
| 2003   | Panamerikanische Spiele     | Damendoppel | 3     | Lorena Blanco / Valeria Rivero    |
| 2005   | Fiji International          | Damendoppel | 1     | Valeria Rivero / Lynne Scutt      |
| 2005   | Fiji International          | Dameneinzel | 1     | Valeria Rivero                    |
| 2006   | Peru International          | Mixed       | 1     | Roy Purnomo / Valeria Rivero      |
| 2006   | Peru International          | Damendoppel | 1     | Jie Meng / Valeria Rivero         |
| 2007   | Puerto Rico International   | Mixed       | 1     | Andrés Corpancho / Valeria Rivero |
| 2007   | Panamerikanische Spiele     | Damendoppel | 3     | Jie Meng / Valeria Rivero         |
| 2008   | Peruanische Meisterschaft   | Damendoppel | 1     | Jie Meng / Valeria Rivero         |
| 2012   | Peru: Landesmeisterschaften | Damendoppel | 1     | Claudia Rivero / Valeria Rivero   |